# Metal Gear Solid 2: Sons of Liberty
Metal Gear Solid 2: Sons of Liberty (メタルギア ソリッド2　サンズ・オブ・リバティ, Metaru Gia Soriddo 2 Sanzu obu Ribati) é um jogo eletrônico de ação-stealth dirigido por Hideo Kojima, desenvolvido pela Konami Computer Entertainment Japan e publicado pela Konami para PlayStation 2 em 2001. Ele é o quarto jogo da série Metal Gear que foi produzido e dirigido por Kojima e é a sequência direta de Metal Gear Solid. O seu lançamento foi seguido de uma edição expandida, Metal Gear Solid 2: Substance, que foi lançada para PlayStation 2, Xbox e Windows. Em 2008, sua sequência cronológica, Metal Gear Solid 4: Guns of the Patriots, foi lançada para PlayStation 3.
A história se ambienta em uma instalação de limpeza marítima que foi tomada por terroristas que se autodenominavam "Sons of Liberty" ("Os Filhos da Liberdade"). Eles exigem um resgate em troca da vida do presidente dos Estados Unidos, enquanto que ameaçam destruir a instalação e criar um desastre ambiental cataclísmico se as exigências não forem atendidas. Os objetivos e identidades de muitos dos antagonistas e aliados são trocados rapidamente, conforme os protagonistas vão descobrindo informações sobre uma conspiração mundial construída por uma organização conhecida como os Patriots.
O jogo foi bem recebido pela crítica, vendendo mais de 7 milhões de cópias mundialmente e recebendo uma nota média de 95% na agregação da Game Rankings. Enquanto que a jogabilidade foi quase que universalmente elogiada, alguns críticos não apreciaram muito a natureza filosófica e a execução do enredo do jogo, o qual explora temas de memes, engenharia social, conspirações políticas e inteligência artificial.

## Enredo

### Personagens
O protagonista de MGS2 é o agente novato Raiden. Ele recebe auxílio de seu comandante, Coronel Campbell, e de sua namorada, Rosemary. Outros personagens que se tornam aliados incluem o Tenente de Classe Júnior Iroquois Pliskin, um misterioso Fuzileiro que fornece informações sobre a instalação; Peter Stillman, um perito em explosivos da NYPD; Otacon, um especialista em segurança de computadores; e um "ninja ciborgue" que se assemelha a Gray Fox.
A parte dos antagonistas é formada por três grupos principais: "Sons of Liberty" ("Os Filhos da Liberdade"), um grupo terrorista que conseguiu tomar o controle sobre uma instalação de limpeza marítima; a unidade antiterrorista "Dead Cell" e um exército mercenário. Os membros do Dead Cell são Vamp, um homem que apresenta atributos de vampiro; Fatman, um homem excêntrico com uma sabedoria excepcional sobre explosivos; e Fortune, uma mulher capaz de enganar a morte por meios, aparentemente, sobrenaturais. O líder dos Sons of Liberty diz ser Solidus Snake. Auxiliando o Sons of Liberty estão Olga Gurlukovich, comandante de um exército mercenário russo e Revolver Ocelot, um ex-agente da FOXHOUND, o braço direito de Liquid Snake.
Outros personagens incluem Emma Emmerich, a meia-irmã de Otacon; Sergei Gurlukovich, ex-comandante de Ocelot e pai de Olga; o presidente James Johnson, mantido refém pelos Sons of Liberty; e o operante da DIA, Richard Ames. Solid Snake retorna, junto com Liquid Snake, que se comunica através de Ocelot por meios desconhecidos, e um terceiro Snake, Solidus, é introduzido.
O jogo também conta com participações de Mei Ling, a expert em comunicações que auxiliou Snake no primeiro jogo, e de Johnny Sasaki, o soldado atrapalhado com problemas crônicos digestivos.

### História
Quatro anos após Shadow Moses, Nastasha Romanenko lançou uma coletânea de livros falando sobre o ocorrido, conseqüentemente, Solid Snake foi aclamado como herói em todo o mundo. Snake, porém, abandonou o governo e agora trabalha junto com Otacon em uma ONG chamada Phylantrophy, destinada a caçar qualquer Metal Gear existente. Otacon recebe um e-mail relatando o transporte de um novo modelo Metal Gear através do Rio Hudson, sob a autoria da Marinha Americana. Snake vai até o navio Discovery averiguar tal informação. O objetivo era apenas confirmar, e caso fosse verdade, fotografar o modelo para apresentá-lo ao mundo. Minutos depois de Snake entrar no navio, Revolver Ocelot aparece, junto com um de seus aliados, Sergei Gurlukovich, e os dois invadem o navio juntamente com seus soldados terroristas soviéticos, matando alguns membros da marinha e sequestrando o ambiente. Após passar desapercebido pelos guardas terroristas, Snake infiltra a conferência do novo Metal Gear, apresentado pelo comandante da marinha, tomando o máximo cuidado possível para não ser notado e confundido com um invasor soviético, enquanto fotografa o modelo e envia suas fotos para Otacon, mas logo após Snake enviar todas as fotos e o comandante finalizar seu discurso, as tropas terroristas invadem o ambiente juntamente com seus líderes. Ocelot rouba o robô, afunda o navio, e Snake é dado como morto.
Dois anos se passam, e é apresentado Raiden, um jovem agente que se infiltra numa instalação de tratamento marítimo chamada Big Shell, com a ordem de resgatar o presidente americano, James Johnson e, se possível, cerca de outros 30 reféns. Um grupo terrorista intitulado Sons of Liberty (Os Filhos da Liberdade), dominaram a instalação e exigiram dinheiro em troca da vida do presidente. Junto com o "SoL" estão a antiga unidade antiterrorista Dead Cell, composta por: Fortune, armada com um canhão de prótons e com a estranha habilidade de refletir projéteis; Fatman, um excêntrico especialista em explosivos e Vamp, aparentemente um vampiro imortal. Ainda do lado dos terroristas, está uma tropa de militares russos renegados, que agora respondem ao comando de Olga Gurlukovich, filha de Sergei (que Ocelot matou dois anos antes). Além de Raiden, o governo enviou duas equipes dos Fuzileiros para resgatar o Big Shell; eles levaram Peter Stillman, uma lenda na polícia e antigo instrutor de Fatman. Raiden não deve deixar-se ver nem contar com a ajuda dos soldados.
O único fuzileiro que entra em contato com Raiden é Iroquois Pliskin, que o reconhece como agente da Fox-Hound e passa a ajudá-lo esporadicamente durante a missão. Agora, o inexperiente Raiden tem de completar sua missão, resgatando o presidente, nem que isso lhe custe sua vida.

## Elenco de dubladores
| Personagem         | Versão japonesa | Versão inglesa           |
| ------------------ | --------------- | ------------------------ |
| Solid Snake        | Akio Ōtsuka     | David Hayter             |
| Raiden             | Kenyū Horiuchi  | Quinton Flynn            |
| Otacon             | Hideyuki Tanaka | Christopher Randolph     |
| Rosemary           | Kikuko Inoue    | Lara Cody                |
| Olga Gurlukovich   | Kyōko Terase    | Vanessa Marshall         |
| Coronel Campbell   | Takeshi Aono    | Paul Eiding              |
| Solidus Snake      | Akio Ōtsuka     | John Cygan               |
| Fortune            | Yumi Tōma       | Maura Gale               |
| Vamp               | Ryōtarō Okiayu  | Phil LaMarr              |
| Fatman             | Kōzō Shioya     | Barry Dennen             |
| Peter Stillman     | Shōzō Iizuka    | Greg Eagles              |
| Emma Emmerich      | Maria Yamamoto  | Jennifer Hale            |
| Revolver Ocelot    | Kōji Totani     | Patric Zimmerman         |
| Liquid Snake       | Banjō Ginga     | Cam Clarke               |
| Sergei Gurlukovich | Osamu Saka      | Earl Boen                |
| CMC Scott Dolph    | Daisuke Gōri    | Kevin Michael Richardson |
| Richard Ames       | Masaharu Satō   | Peter Renaday            |
| Presidente Johnson | Yuzuru Fujimoto | Paul Lukather            |
| Mei Ling           | Hōko Kuwashima  | Kim Mai Guest            |
| Johnny Sasaki      | Naoki Imamura   | Dean Scofield            |

## Histórico de lançamentos

### Substance
Metal Gear Solid 2: Substance é uma versão de Sons of Liberty que possui alguns extras, como as VR Missions, as Snake Tales (histórias paralelas onde o jogador controla Solid Snake) e o Skateboarding mode, que é um minigame similar ao jogo Tony Hawk's Pro Skater, onde Snake e Raiden andam de skate por cenários do MGS2.

### HD Collection
Em 2 de Junho de 2011, foi anunciada a Metal Gear Solid HD Collection para PlayStation 3 e Xbox 360. Esta HD Collection inclui os jogos Metal Gear Solid 2: Substance, Metal Gear Solid 3: Subsistence e Metal Gear Solid: Peace Walker, todos remasterizados em HD e com suporte à Troféus/Achievements. A HD Collection também será lançada para o PlayStation VITA, com a possibilidade do jogador transferir jogos salvos do PS3 para o PSV e vice-versa.

## Recepção

### Crítica
Como resultado de trailers promissores e o enorme sucesso comercial do seu predecessor Metal Gear Solid, havia um alto nível de antecipação pela comunidade de jogadores ao redor do lançamento de Metal Gear Solid 2: Sons of Liberty. Metal Gear Solid 2 recebeu uma grande quantidade de aclamações da crítica e dos fãs, vendendo mais de 7 milhões de cópias ao redor do mundo e mantendo uma nota média de 96% no Metacritic, onde ele possui a terceira melhor avaliação dentre os jogos do PlayStation 2, e empata em sexta posição de melhor jogo de todos os tempos. Game Informer Magazine deu ao jogo uma nota de 10/10, e ele recebeu boas reviews de quase todas as outras grandes publicações e websites. Gamespot o avaliou com nota 9.6, afirmando que "Tudo se resume a isso: você deve jogar Metal Gear Solid 2". Críticos aclamaram a jogabilidade stealth do título, particularmente as melhorias sobre os seus predecessores, assim como o nível de detalhamento gráfico, em particular o uso de gráficos in-game para renderização de cutscenes de condução do enredo.
Apesar da jogabilidade ter sido aclamada universalmente, o mesmo não aconteceu com o enredo do título e se tornou alvo de controvérsias. O enredo explora muitos temas sociais, filosóficos e cyberpunks, incluindo teoria de memes, engenharia social, sociologia, inteligência artificial, controle de informações, teorias da conspiração, manipulação política e militar, evolução, existencialismo, censura, manipulação do livre arbítrio, a natureza da realidade, exploração infantil militar, e tabus, como incesto e orientação sexual. A ambição do script de Hideo Kojima foi elogiado, alguns até chamando-o de o primeiro exemplo de um vídeo game pós-moderno. Entretanto, alguns críticos consideraram que o enredo era "incompreensível" e muito pesado para um jogo de ação, e que as seções de diálogo pareciam muito longas, atrapalhando a jogabilidade, e que o diálogo em si era desarticulado e complicado. A introdução de Raiden como protagonista (substituindo Solid Snake) da maior parte do jogo foi uma surpresa controversial para fãs do Metal Gear Solid.

### Impacto
Numa pesquisa de 2006 conduzida pela revista japonesa Famitsu sobre os 100 melhores jogos de todos os tempos, Metal Gear Solid 2 ficou em 42° lugar. Na 200° edição da Game Informer Magazine, em 2009, sua lista de 200 melhores jogos de todos os tempos o colocou na 50° posição. Metal Gear Solid 2 ficou em 7° na lista da Game Informer das 10 melhores Aberturas de Vídeo Game, em 2008. Em 2010, UGO incluiu o jogo na primeira posição do artigo "The 11 Weirdest Game Endings" ("Os 11 finais mais estranhos de vídeo games"), com um editor o chamando de "a coisa mais insana e sem sentido que já vi na vida." Em 2011, o jogo foi incluído no livro 1001 Video Games You Must Play Before You Die ("1001 vídeo games que você deve jogar antes de morrer").
Metal Gear Solid 2 é muitas vezes considerados como o primeiro exemplo de um vídeo game pós-modernista, e tem sido freqüentamente citado como um exemplo primário de expressão artística em jogos. Em seu periódico How Videogames Express Ideas ("Como jogos expressam ideias"), Matthew Weise, do MIT, descreveu Sons of Liberty como "talvez o mais vívido exemplo de um jogo que usa a tensão entre diferentes níveis de agência do jogador para alimentar um argumento ideológico multi-faces", notando a sugestão de Solidus Snake sobre os Estados Unidos serem "um regime totalitário de controle mental" e apontando para "a própria metaficção conceitual" de "como o plano ou caminho imposto pelo designer aos jogadores está ligado à natureza tirânica do governo", onde, "como o jogador, Jack não tem agência fora a que seus mestres lhe deram". Jeremy Parish da 1UP.com nota que "Metal Gear Solid 2 é um jogo construído na distorção de informações" e que ele "era simplesmente avant-garde demais para o seu próprio bem".
Em 2009, a revista Wired incluíu o jogo na 13° posição de sua lista dos "The 15 Most Influential Games of the Decade" ("Os 15 Jogos Mais Influentes da Década"), concluindo que "cada jogo cuja história subverta as expectativas do jogador está em débito com Metal Gear Solid 2". A influência artística de Metal Gear Solid 2 pode ser vista em jogos mais velhos, como o jogo pós-moderno Killer7, da Goichi Suda, o título de survival horror Eternal Darkness, e, particularmente, BioShock, que apresentava uma reviravolta na trama muito similar à de Metal Gear Solid 2.
Várias mecânicas de jogo desenvolvidas em Metal Gear Solid 2, como o sistema de cobertura e a mecânica de visão laser, se tornaram normais em jogos de stealth assim como em jogos de tiro, incluindo Kill Switch (2003), Resident Evil 4 (2005), e Gears of War (2006).
Metal Gear Solid 2, junto com seu predecessor, foram apresentados na exibição "The Art of Video Games" do Museu Smithsoniano de Arte Americana, que aconteceu de 16 de Março até 30 de Setembro de 2012.